# グレートバリントン宣言
グレートバリントン宣言（英語: Great Barrington Declaration）は、新型コロナウイルス感染症への対応についての政策提言である。同宣言は、2020年10月4日にアメリカ合衆国マサチューセッツ州グレートバーリントンの米国経済研究所（AIER）でオックスフォード大学のスネトラ・グプタ教授やハーバード大学のマーティン・クルドルフ教授やスタンフォード大学のジェイ・バッタチャリヤ教授によって作成され、署名された。執筆者によると、若者の死亡リスクは高齢者や病弱者より千倍以上低いので、集団免疫に到達するまで集中的保護（「Focused Protection」）で社会的被害を最小化に抑えるために学校や大学やレストラン等を再開しつつ、死亡率を最小化にするよう介護サービス等を保護するべきだと提案している。